# Henry Wansbrough

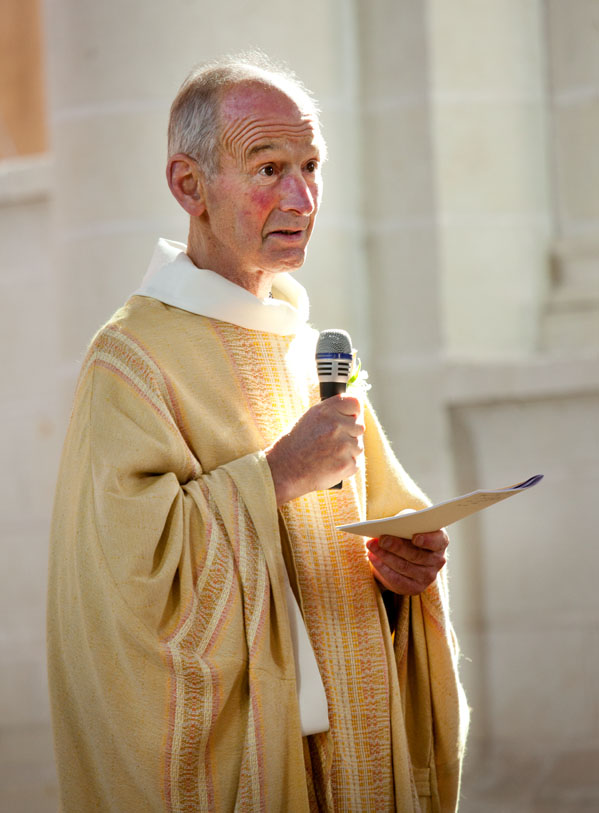
Henry Wansbrough (2010)

Henry Wansbrough OSB (* 9. Oktober 1934 in London als Joseph Wansbrough) ist ein britischer römisch-katholischer Bibelwissenschaftler.

## Leben
Joseph Wansbrough war der Sohn von Arthur George Wansbrough und Elizabeth Bertha geb. Lewis. Während der Vater, Direktor der Bank of England, aus einer Familie anglikanischer Kleriker stammte, war die Mutter sephardisch-jüdischer Abstammung, konvertierte aber als Jugendliche zur römisch-katholischen Kirche. Die Scheidung der Eltern erfolgte 1938. Joseph wuchs mit seiner Schwester Miriam bei der Mutter in Norfolk, später in Oxfordshire nahe Lechlade auf und wurde als Kind von den Nonnen von St. Clothilde in Lechlade erzogen.
Wansbrough besuchte das Ampleforth College (1948–1953) und war dort Schulsprecher. Ab 1956 studierte er Klassische Philologie und Philosophie an der Universität Oxford. 1953 trat er dem Benediktinerkonvent von Ampleforth bei; 1957 legte er seine Profess ab. Ein Studium der katholischen Theologie an der Universität Fribourg folgte. In Israel lernte Wansbrough Ivrit und studierte an der École biblique et archéologique française de Jérusalem. 1964 empfing er die Priesterweihe und kehrte nach Ampleforth zurück.
Wansbrough ist bekannt als Editor der New Jerusalem Bible (1985) und Autor mehrerer Bücher zu biblischen Themen. Er war Chairman der Theologischen Fakultät der Universität Oxford und von 1990 bis 2004 Master der St. Benet‘s Hall der Universität. Von 1985 bis 1991 war er Präsident der Catholic Biblical Association of Great Britain; von 1997 bis 2007 war er Mitglied der Päpstlichen Bibelkommission.

## Veröffentlichungen (Auswahl)
- Introducing the New Testament. Bloomsbury, London / New York 2015. ISBN 978-0-567-65669-8.
- The use and abuse of the Bible: a brief history of biblical interpretation. T&T Clark, London / New York 2010. ISBN 978-0-567-56933-2.
- Jesus and the oral gospel tradition. Academic Press, Sheffield 1991. ISBN 1-85075-329-6.
- Der Bibel-Guide (Original: The bible: a reader’s guide). Theiss, Darmstadt 2014. ISBN 978-3-8062-2892-2.